# Ноблтон (Флорида)
Ноблтон (англ. Nobleton) — переписна місцевість (CDP) в США, в окрузі Ернандо штату Флорида. Населення — 232 особи (2020).

## Географія
Ноблтон розташований за координатами 28°38′42″ пн. ш. 82°15′42″ зх. д. / 28.64500° пн. ш. 82.26167° зх. д. (28.645075, -82.261536).  За даними Бюро перепису населення США в 2010 році переписна місцевість мала площу 0,52 км², з яких 0,49 км² — суходіл та 0,03 км² — водойми.

## Демографія
Згідно з переписом 2010 року, у переписній місцевості мешкали 282 особи в 116 домогосподарствах у складі 76 родин. Густота населення становила 538 осіб/км².  Було 207 помешкань (395/км²).
Расовий склад населення:
| - 92,2 % — білих - 0,7 % — чорних або афроамериканців - 0,4 % — корінних американців - 0,4 % — азіатів |

До двох чи більше рас належало 6,0 %. Частка іспаномовних становила 5,7 % від усіх жителів.
За віковим діапазоном населення розподілялося таким чином: 20,9 % — особи молодші 18 років, 61,0 % — особи у віці 18—64 років, 18,1 % — особи у віці 65 років та старші. Медіана віку мешканця становила 45,9 року. На 100 осіб жіночої статі у переписній місцевості припадало 88,0 чоловіків;  на 100 жінок у віці від 18 років та старших — 92,2 чоловіків також старших 18 років.
Цивільне працевлаштоване населення становило 152 особи. Основні галузі зайнятості: транспорт — 38,8 %, науковці, спеціалісти, менеджери — 27,6 %, будівництво — 15,8 %, роздрібна торгівля — 11,8 %.